# Coppa KOVO 2018 (maschile)
La Coppa KOVO 2018, 13ª edizione della coppa di lega sudcoreana di pallavolo maschile, si è svolta dal 9 al 16 settembre 2018: al torneo hanno partecipato 8 squadre di club (7 sudcoreane e 1 giapponese) e la vittoria finale è andata per la seconda volta ai Samsung Bluefangs.

## Regolamento

### Formula
La competizione prevede due fasi, quella preliminare e quella finale:
- Nella fase preliminare le sette squadre provenienti dalla V-League e la formazione giapponese dei JT Thunders vengono divise in due gironi da quattro squadre, al termine dei quali le prime due classificate di ciascun girone si qualificano alla fase finale;
- Nella fase finale le formazioni qualificate si sfidano in incontri di semifinale e finale in gara unica, con gli accoppiamenti basati sul posizionamento nella fase preliminare.

### Criteri di classifica
L'ordine del posizionamento in classifica è stato definito in base a:
- Numero di partite vinte;
- Ratio dei punti realizzati/subiti;
- Ratio dei set vinti/persi.

## Squadre partecipanti
| Girone A           | Girone B          |
| ------------------ | ----------------- |
| Hyundai Skywalkers | JT Thunders       |
| KB Stars           | Korean Air Jumbos |
| KEPCO Vixtorm      | Samsung Bluefangs |
| OK Rush & Cash     | Woori Card Wibee  |

## Torneo

### Fase a gironi

#### Gruppo A

##### Risultati
| 9 ottobre 2018 Jecheon Olympic Sports Center, Jecheon Durata: 2h:17 - Spettatori: 2 780    | KEPCO Vixtorm      | 2 - 3 | KB Stars           | 20-25, 25-19, 25-20, 23-25, 9-15  |
| 9 ottobre 2018 Jecheon Olympic Sports Center, Jecheon Durata: 1h:16 - Spettatori: 3 099    | OK Rush & Cash     | 0 - 3 | Hyundai Skywalkers | 21-25, 22-25, 21-25               |
| 11 settembre 2018 Jecheon Olympic Sports Center, Jecheon Durata: 1h:56 - Spettatori: 724   | KB Stars           | 3 - 1 | OK Rush & Cash     | 22-25, 25-22, 25-23, 25-23        |
| 11 settembre 2018 Jecheon Olympic Sports Center, Jecheon Durata: 2h:02 - Spettatori: 1 684 | Hyundai Skywalkers | 1 - 3 | KEPCO Vixtorm      | 22-25, 21-25, 26-24, 19-25        |
| 13 settembre 2018 Jecheon Olympic Sports Center, Jecheon Durata: 1h:58 - Spettatori: 1 014 | KEPCO Vixtorm      | 1 - 3 | OK Rush & Cash     | 21-25, 27-25, 20-25, 21-25        |
| 13 settembre 2018 Jecheon Olympic Sports Center, Jecheon Durata: 2h:19 - Spettatori: 2 120 | KB Stars           | 2 - 3 | Hyundai Skywalkers | 25-22, 25-21, 18-25, 29-31, 14-16 |

##### Classifica
| Pos. | Squadra            | G | V | P | SV | SP | Ratio | PF  | PS  | Ratio |
| ---- | ------------------ | - | - | - | -- | -- | ----- | --- | --- | ----- |
| 1    | Hyundai Skywalkers | 3 | 2 | 1 | 7  | 5  | 1,400 | 278 | 274 | 1,015 |
| 2    | KB Stars           | 3 | 2 | 1 | 8  | 6  | 1,333 | 312 | 310 | 1,006 |
| 3    | KEPCO Vixtorm      | 3 | 1 | 2 | 6  | 7  | 0,857 | 290 | 292 | 0,993 |
| 4    | OK Rush & Cash     | 3 | 1 | 2 | 4  | 7  | 0,571 | 257 | 261 | 0,985 |

      Qualificata in semifinale.

#### Gruppo B

##### Risultati
| 10 ottobre 2018 Jecheon Olympic Sports Center, Jecheon Durata: 2h:02 - Spettatori: 892     | Woori Card Wibee  | 3 - 1 | Samsung Bluefangs | 25-17, 22-25, 25-23, 26-24        |
| 10 ottobre 2018 Jecheon Olympic Sports Center, Jecheon Durata: 1h:46 - Spettatori: 638     | Korean Air Jumbos | 3 - 1 | JT Thunders       | 17-25, 25-21, 25-18, 25-17        |
| 12 settembre 2018 Jecheon Olympic Sports Center, Jecheon Durata: 2h:18 - Spettatori: 1 172 | Samsung Bluefangs | 3 - 2 | Korean Air Jumbos | 27-25, 25-23, 22-25, 17-25, 15-10 |
| 12 settembre 2018 Jecheon Olympic Sports Center, Jecheon Durata: 1h:21 - Spettatori: 1 490 | JT Thunders       | 0 - 3 | Woori Card Wibee  | 21-25, 16-25, 22-25               |
| 14 settembre 2018 Jecheon Olympic Sports Center, Jecheon Durata: 2h:11 - Spettatori: 1 037 | Woori Card Wibee  | 3 - 2 | Korean Air Jumbos | 25-22, 17-25, 21-25, 25-19, 15-13 |
| 14 settembre 2018 Jecheon Olympic Sports Center, Jecheon Durata: 1h:25 - Spettatori: 2 070 | Samsung Bluefangs | 3 - 0 | JT Thunders       | 29-27, 25-23, 25-22               |

##### Classifica
| Pos. | Squadra           | G | V | P | SV | SP | Ratio | PF  | PS  | Ratio |
| ---- | ----------------- | - | - | - | -- | -- | ----- | --- | --- | ----- |
| 1    | Woori Card Wibee  | 3 | 3 | 0 | 9  | 3  | 3,000 | 276 | 252 | 1,095 |
| 2    | Samsung Bluefangs | 3 | 2 | 1 | 7  | 5  | 1,400 | 274 | 278 | 0,986 |
| 3    | Korean Air Jumbos | 3 | 1 | 2 | 7  | 7  | 1,000 | 304 | 290 | 1,048 |
| 4    | JT Thunders       | 3 | 0 | 3 | 1  | 9  | 0,111 | 212 | 246 | 0,862 |

      Qualificata in semifinale.

### Fase finale
|  | Semifinali         | Semifinali |          |                   | Finale | Finale |  |
|  |                    |            |          |                   |        |        |  |
|  | Hyundai Skywalkers | 1          |          |                   |        |        |  |
|  | Hyundai Skywalkers | 1          |          |                   |        |        |  |
|  | Samsung Bluefangs  | 3          |          |                   |        |        |  |
|  | Samsung Bluefangs  | 3          |          | Samsung Bluefangs | 3      |        |  |
|  |                    |            |          | Samsung Bluefangs | 3      |        |  |
|  |                    |            | KB Stars | 0                 |        |        |  |
|  | Woori Card Wibee   | 0          | KB Stars | 0                 |        |        |  |
|  | Woori Card Wibee   | 0          |          |                   |        |        |  |
|  | KB Stars           | 3          |          |                   |        |        |  |

#### Semifinali
| 15 settembre 2018 Jecheon Olympic Sports Center, Jecheon Durata: 2h:06 - Spettatori: 2 727 | Hyundai Skywalkers | 1 - 3 | Samsung Bluefangs | 21-25, 31-29, 25-27, 16-25 |
| 15 settembre 2018 Jecheon Olympic Sports Center, Jecheon Durata: 1h:29 - Spettatori: 2 904 | Woori Card Wibee   | 0 - 3 | KB Stars          | 20-25, 23-25, 19-25        |

#### Finale
| 16 settembre 2018 Jecheon Olympic Sports Center, Jecheon Durata: 1h:18 - Spettatori: 2 801 | Samsung Bluefangs | 3 - 0 | KB Stars | 25-18, 25-16, 25-20 |

## Premi individuali
| Premio                 | Giocatore      | Squadra           |
| ---------------------- | -------------- | ----------------- |
| MVP                    | Song Hui-chae  | Samsung Bluefangs |
| Most Impressive Player | Hwang Taek-eui | KB Stars          |
| Rising star            | Kim Hyeong-jin | Samsung Bluefangs |